# Erastria khasiana
Erastria khasiana är en fjärilsart som beskrevs av Swinhoe 1899. Erastria khasiana ingår i släktet Erastria och familjen mätare. Inga underarter finns listade i Catalogue of Life.